# 南水北調天河公園

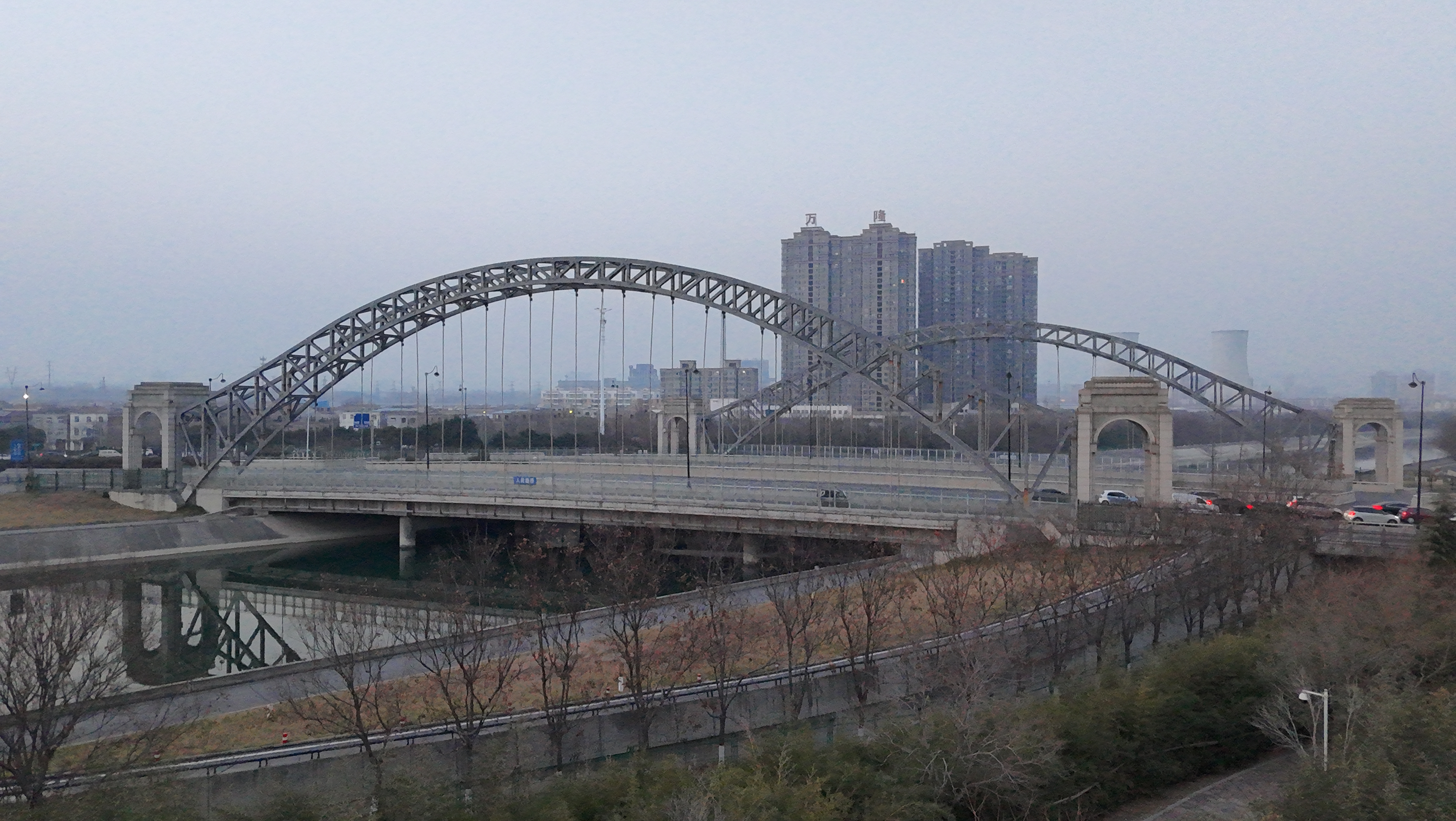
人民路跨渠桥

南水北調天河公園是中國河南省焦作市的公園。該公園位於南水北調中線工程總幹渠焦作城區兩岸，長約10公里。內有國家方志館南水北調分館、焦作市火神庙、西王褚村遗址，恩州驛、南水北调第一楼等建筑和设施。

## 國家方志館南水北調分館

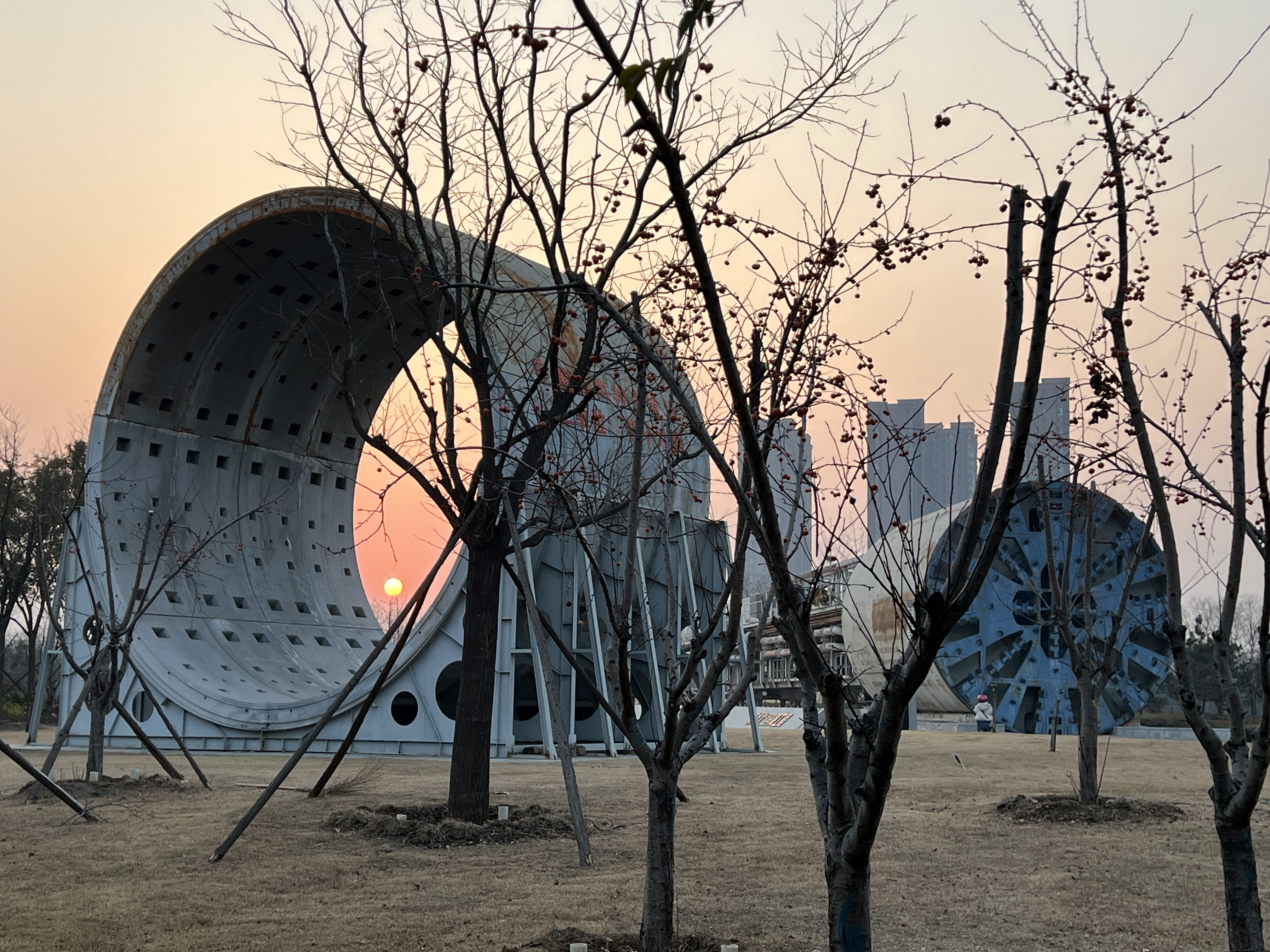
盾構掘進機與穿黄隧道殼

方志館位于南水北调焦作城区段总干渠拐角处，2021年投入使用。保存並展示南水北調工程的資料和工程機械如盾構掘進機、提槽機等。主體建築為水波型，寓意「水到渠成」，占地1.56公頃、建築3層、高23.9米、館內面積1.6萬平方米，區域建築總面積3.7萬平方米，總投資6億人民幣。